# The Euro Front
The Euro Front（ザ・ユーロ・フロント）は、アダルトゲームメーカー「âge（アージュ）」から発売された、PC用恋愛シミュレーションゲーム「マブラヴ オルタネイティヴ」のスピンオフ企画として、月刊ホビージャパンで連載されている「Tactical Surface Fighter in Action（TSFIA）」の中で連載されているサイドストーリー。
予告時の初出タイトルは欧州戦線。

## 概要
2006年2月24日に発売されたPCゲーム「マブラヴ オルタネイティヴ」やそのスピンオフ企画「トータル・イクリプス」の人気を受けて、アージュ、ボークス、ホビージャパンの合同企画として、月刊ホビージャパンで連載されている「Tactical Surface Fighter in Action（TSFIA）」の中で2009年3月号から「連載内連載」として連載が開始された、立体造型によるジオラマ写真とショートストーリー、イラストなどで欧州戦線を描いたサイドストーリー。
特装版コミック『マブラヴ オルタネイティヴ イン ユーロフロント DUTY -LOST ARCADIA-』に収録されて単行本が発売。

## あらすじ
「マブラヴ オルタネイティヴ」本編の舞台となる2001年10月から約1年半前の2000年3月21日、英国のドーバー海峡にある欧州連合軍の基地に配属された3人の新人衛士が成長する姿を描いている。

## 登場キャラクター
担当声優はメディアミックス作品でのキャスト。『マブラヴ オルタネイティヴ クロニクルズ』 / 『マブラヴ：ディメンションズ』の順に記載。一人のみの記載の場合は『クロニクル』での配役。
イルフリーデ・フォン・フォイルナー
声 - 伊藤静 / 橘茶江子
本作の主人公。西ドイツ陸軍第44戦術機甲大隊“ツェルベルス”所属の少尉で、騎士道と徳操を重んずる、聡明で真直ぐな性格。緊張には弱いものの、頭に血が上ると集中力が研ぎ澄まされる。剣術に長けており、「憧れの大隊長・アイヒベルガー少佐と一緒に戦いたい」という動機もあって突撃前衛を目指していたが、ポジションを決める際の適性試験時に射撃試験でトップの成績をはじき出してしまったために、第2中隊“ローテ（赤）”第3小隊で砲撃支援を担当することになった。また、貴族出身でありながら、極度の味音痴（身内からは「一族の恥」と言われているが、本人は全く気にしていない）でもある。
第44戦術機甲大隊は旧東プロイセンの地主貴族出身者で構成されており、イルフリーデはドイツ騎士団の末裔であり、ドラッヘの家紋を持つフォイルナー公爵家の一人娘。コールサインはローテ12（通常時）及びミュルーズ8（独仏臨時混成部隊参加時）。金髪碧眼の西洋人らしい美少女。基本的にロングヘアーを束ねている。
ヘルガローゼ・フォン・ファルケンマイヤー
声 - 中島沙樹 / 島田愛野
略称はヘルガ。イルフリーデとルナの衛士訓練学校時代からの同期（階級は3人とも少尉）。第44戦術機甲大隊”ツェルベルス”第2中隊第2小隊に所属。ポジションは適性試験の成績から突撃前衛を担当している。冷静沈着で合理的思考の持ち主、知略的な天才肌。直情的な性格のイルフリーデとは意見が対立することも少なくない。甘いものと可愛い動物に弱いが、クールな印象とのギャップを気にしているのか、周囲にはそれを隠している。
地主貴族で、グライフの家紋を持つファルケンマイヤー侯爵家の長女。コールサインはローテ6。黒髪のポニーテールに細面な美人。
ルナテレジア・フォン・ヴィッツレーベン
声 - 名塚佳織 / 森下来奈
略称はルナ。イルフリーデとヘルガの同期。階級は少尉で第2中隊第1小隊に所属する。ポジションは制圧支援。コールサインはローテ8。淑徳と慈愛に満ちた一見儚げに見えるお嬢様。芯が強くやや頑固な一面もある。基本的におっとりしており、やや腹黒で天然気味。状況分析に長けており、戦術機関連の知識も豊富。戦術機について語り始めると性格が豹変するほどで、周囲から「戦術機を婿にする」と噂されたり、同期にも”戦術機狂”と喩えられるほど戦術機に対して強い情熱を持っている。よく意見を対立させるイルフリーデとヘルガの仲裁をする事が多いものの、彼女本人は困惑しつつもその状況を楽しんでいるようである。
地主貴族で、レーベンの家紋を持つヴィッツレーベン伯爵家の次女。3人組の中では一番スタイルに恵まれている様である。
ヴィルフリート・フォン・アイヒベルガー
声 - 千葉一伸 / 和田将弥
欧州連合軍の精鋭部隊の一つ、西独陸軍第44戦術機甲大隊“ツェルベルス”大隊長（第1中隊長・同第1小隊長を兼務）。ポジションは突撃前衛。コールサインはツェルベルス1。褐色の肌に銀髪の青年将校、階級は少佐。ドイツ騎士団の末裔。知的で怜悧な印象の持ち主。グレート・ブリテン防衛における七英雄の一人で“黒き狼王（シュバルツァー・ケーニッヒスヴォルフ）”の異名で有名。即応遊撃部隊のトップらしく状況判断が的確、非常に寡黙な人物だが部下への配慮を忘れない。軍志願から1年余りで性格と容貌が豹変したらしいが詳細は不明。搭乗機は漆黒のタイフーン。
ジークリンデ・フォン・ファーレンホルスト
声 - 小林沙苗 / 窪田愛
第44戦術機甲大隊“ツェルベルス”第1中隊第2小隊長（第1中隊副官を兼務）。階級は中尉でポジションは突撃前衛長。コールサインはツェルベルス2。アイヒベルガーとは幼馴染であり良き理解者。ヘルガ以上に常に冷静沈着で冷徹かつ辛辣な側面も見受けられる。”白き后狼（ヴァイス・ヴォルフ）”の異名を持ち、搭乗機は純白色のタイフーン。色素の薄い金髪の巻き毛に碧眼の可憐な美貌の女性衛士。
ゲルハルト・フォン・ララーシュタイン
声 - 黒田崇矢
第44戦術機甲大隊”ツェルベルス”第2中隊長（第1小隊長を兼務）で階級は大尉。コールサインはローテ1。部隊ではナンバー3に当たる。奇人と思わしき言動が多いものの、貴族らしい優雅で洗練された物腰の持ち主で、部下から”ゲルハルト卿”と敬称で呼ばれる偉丈夫。グレート・ブリテン防衛の七英雄の一人で”音速の男爵”の異名を持つ。白兵戦を得意としており、本来は突撃前衛向きだが、大隊長のアイヒベルガー少佐が突撃前衛を担当している為、ポジションを迎撃後衛（右翼担当）に変更している。搭乗機は紅蓮のタイフーン。
ブリギッテ・フォン・ヴェスターナッハ
声 - 皆川純子 / 倉本春奈
第44戦術機甲大隊”ツェルベルス”第2中隊第3小隊長で階級は中尉。コールサインはローテ3。イルフリーデの直属の上司で隻眼の女性仕官で、ポジションは迎撃後衛（左翼担当）。右眼には照準装置と視神経を直結するレーザーコネクタが移植されているが、普段は眼帯で右眼を隠している。男らしいサッパリとした気性の持ち主。
ベルナデット・リヴィエール（ベルナデット・ル・ティグレ・ド・ラ・リヴィエール）
声 - 高橋美佳子 / 佐倉薫
フランス陸軍第13戦術竜騎兵連隊・第131戦術機甲大隊ロレーヌ中隊に所属する衛士で、階級は少尉。コールサインはロレーヌ4（通常時）及びミュルーズ7（独仏臨時混成部隊参加時）。ポジションは突撃前衛だが、長刀を用いた接近戦よりも、突撃砲を用いた強襲掃討の様な戦闘スタイルを好む事から“前衛砲兵（ガンスリンガー）”や”四丁拳銃（キャトルカール）”の異名を持つ。子供と間違えそうなほど背が低い外見とは裏腹に、歯に布着せぬ行動派で、自尊心も非常に強い。フランス革命時に市民側についた貴族の末裔だが、名前が長すぎることと、代々「内に秘めた誇り」として受け継がれた家名でもあるため、軍人の家系としてリヴィエール姓のみを名乗っている。子供じみた外見に似合わぬ極度の大食らい。イルフリーデをライバル視している。搭乗機は左肩に白薔薇のマーキングを施したラファール。
ヴォルフガング・フォン・ブラウアー
声 - 高橋伸也
略称はヴォルフ。イルフリーデと同じ第2中隊第3小隊に所属する先任衛士で、階級は少尉。コールサインはローテ11。地主貴族出身でありながら粗暴な性格だが、過去に着任早々小隊の先任衛士全員を目の前で虐殺される体験をしており、第3中隊から第2中隊に異動してきた過去がある。ポジションは強襲掃討で、イルフリーデの僚機として戦場で肩を並べることも多い。
真壁清十郎（まかべ せいじゅうろう）
『マブラヴクロニクルズ02』に登場するキャラクター
日本帝国斯衛軍衛士養成学校の士官候補生･二回生の総代。海外視察研修でドーバー基地へ派遣され、研修生として過ごしている。
五摂家に近い有力武家の出身で、帰国後は斯衛軍焔狼大隊の大隊長（コールサインはウルフブレイズ1）として武御雷（紅）を駆り戦場に出向いている。
日本帝国の名門・真壁家の十男で、父・零慈郎は稀代の知将として欧州でも有名である。
母親と長兄がすでに他界している。

## 戦術機
戦術機の詳細については、マブラヴ オルタネイティヴ#戦術機を参照。
EF-2000「タイフーン」
欧州連合の戦術機共同開発計画「ECTSF計画」によって開発された次期主力第3世代戦術機。英国、西ドイツなどが開発計画に参加している。肩、前腕、脚部にカーボンブレードが装備され、近接格闘能力の強化に重点を置かれているが、同時に西独軍仕様のハルバード「BWS-8“フリューゲルベルテ”」や英軍仕様の大剣「BWS-3“フォートスレイヤー”」などの格闘用装備を運用することからも、同様に長刀による近接戦闘を主眼とした戦術機の開発・運用を行っている日本帝国からの技術提供があったと言われている。また、一方でMk-57中隊支援砲などの重火器も開発されており、火力支援にも力を入れていることを窺わせる。ちなみに、このMk-57中隊支援砲は日本帝国でも「02式中隊支援砲」として制式採用されているが、その採用手続きがあまりにも迅速に進んだため、欧州への戦術機開発技術の提供との交換取引があったのではないかとの噂もある。なお、漆黒に塗装された第44戦術機甲大隊“ツェルベルス”大隊長専用機の驚異的な機動を目の当たりにした衛士の間で一時期「“黒き狼王”のタイフーンは特別仕様機ではないか」という噂が広まったが、実際には外見が違うのみで、基本性能は一般機と全く同じ（要するに、「驚異的」な戦術機動はアイヒベルガー少佐の天才的な操縦技能によるもの）と、思われていたのだが、マブラヴ オルタネイティヴ クロニクルズ02 憧憬のルナテレジアによると、アイヒベルガー少佐の機体はユーロファイタス社のテストベッドになっているようで、主機などの一部の性能が上がっているとの事。
「ラファール」
フランスが「ECTSF計画」を脱退し、第2世代機「ミラージュ2000」の後継機として独自に開発した第3世代戦術機。「タイフーン」と類似した部分が多いが、元が「ECTSF計画」のノウハウを発展させたものであったため、共通のコンセプトで開発された「タイフーン」と「ラファール」が似たような機体になるのは必然と言われている。2000年現在、フランス陸軍で100機近くが運用されており、その大半がスエズ運河防衛ラインに展開する部隊に配備されている。

## 欧州の情勢
1978年のパレオロゴス作戦失敗以来、1980年代には欧州大陸全土がBETAに蹂躙され、ドーバー海峡を挟んだ英国やアイルランド、地中海の島嶼部に退避している。ただ、一部の列強国は生活･産業基盤をアフリカや南米に移し、捲土重来を図っているが、黒海から地中海に伸びる長大な欧州防衛ライン（対BETA包囲網）の維持や、長引くBETAとの消耗戦による戦力や兵站の不足が問題になり始めている。
 ドイツ 
東西ドイツはともに北アイルランドに政府を移転、一時的に東西連合を結んでおり、両国は「統一中華戦線（国共合作）」と似たような関係にある。中でも、西ドイツは欧州連合の中心国家である英国に次ぐ国力を維持しており、欧州連合軍にも多くの戦力を拠出している。装備の優秀さだけでなく、部隊の戦闘能力も高い水準が維持されていることからも、欧州連合軍の中でもドイツ軍、とりわけ即応遊撃戦を主任務とする「第44戦術機甲大隊“ツェルベルス”」を最精鋭部隊として挙げる識者も少なくない。
 フランス 
東西ドイツと同様に国土をBETAに蹂躙されたフランスは政府をイギリス･サセックス州のケベックに移転、西ドイツに並ぶ規模の国力を維持している。当初はアルジェリアやスエズ運河防衛ラインの警備を担当していたが、最新鋭戦術機「ラファール」導入後はドイツ･フランス連合旅団にも戦力（第131戦術機大隊）を供出している。ジャージー島に移設されたモン・サン・ミシェル（要塞）に駐留する「聖ミカエル騎士団」や、ベルナデッドが所属する「第13戦術竜騎兵連隊」などが有名。
 イギリス 
欧州諸国の中で国土を残す最後の大国であり、欧州連合の盟主として連合内で最大の国力を維持している。1980年代から対BETA戦を見据えて戦術機主体の戦略に切り替え、国土の防衛に成功している。以後、大陸沿岸部の間引き作戦や海峡を越えて上陸してきたBETAに対する迎撃などを繰り返しつつ、欧州大陸への反攻作戦に向けて戦力の拡充に努めている。また、米国に次ぐ第2位の海軍戦力を保有しているが、その海軍は英国本土防衛戦での反省から沿岸防衛に重点を置くようになり、間引き作戦における砲撃支援を主任務としている。
 東欧州社会主義同盟 
東ドイツを中心とした、旧東欧諸国による国家連合。西欧諸国よりも先にBETAの侵攻を受けたため、西欧諸国が主体の欧州連合と比べると現存する国力･軍事力は極めて限定的で、現在は欧州連合にオブザーバーとして参加、軍事力を提供している程度である。かつては装備から戦術に至るまで、全てをソ連式で運用していたが、ソ連が極東に撤退したことで欧州への影響力が失われたことや、東西ドイツでの軍事交流などが契機となり、西欧諸国との距離を縮めつつある。

## 既刊一覧
ホビージャパンより出版された大型本。誌上連載に加えて、『The Euro Front』をベースにしたゲーム『マブラヴ オルタネイティヴ クロニクルズ 憧憬』紹介等、関連作品やグッズを掲載。特別付録として、リボルテック「EF-2000 タイフーン ジークリンデ仕様」が同梱。
- マブラヴ オルタネイティヴ イン ユーロフロント DUTY -LOST ARCADIA-  (2012年4月27日発売) ISBN 978-4-7986-0320-9
  - 『The Euro Front』 原作：吉宗鋼紀（アージュ）

また、再版として、特別付録のリボルテックが排されたムックが発売予定。
- マブラヴ オルタネイティヴ イン ユーロフロント デューティー ロスト アーケイディア (2012年10月5日発売) ISBN 978-4-7986-0480-0

## スタッフ
- 原作：吉宗鋼紀
- キャラクターデザイン・原画：宮田蒼
- メカデザイン：吉宗鋼紀/フヂロウ/Niθ
- 3Dモデリング：造型村
- 製作監修：アージュ
- 3Dディレクション：ボークス
- 製作：ホビージャパン